# Forchheim
Forchheim là thị xã, huyện lỵ lớn của huyện Forchheim, nằm ở đông nam Đức, phía bắc của Bayern và miền nam của vùng hành chính Oberfranken tại Kênh đào Rhein-Main-Donau. Những thành phố lớn gân đó là Erlangen khoảng 14 km về phía nam, Bamberg khoảng 23 km về phía tây bắc, Würzburg khoảng 80 km về phía tây, Bayreuth khoảng 45 km về phía đông. Forchheim từ tháng 4 năm 2005 thuộc vùng đô thị Nürnberg. Nó là một thành phố vua chúa cũ và được gọi là cổng vào Thụy Sĩ Franken („Eingangstor zur Fränkischen Schweiz").

## Thành phố kết nghĩa
- Le Perreux-sur-Marne (Pháp)
- Rovereto (Italia)
- Roppen (Áo)
- Pößneck (Thuringia)
- Gherla (România)
- Broumov (Cộng hòa Séc)

## Thư viện hình ảnh

Forchheim
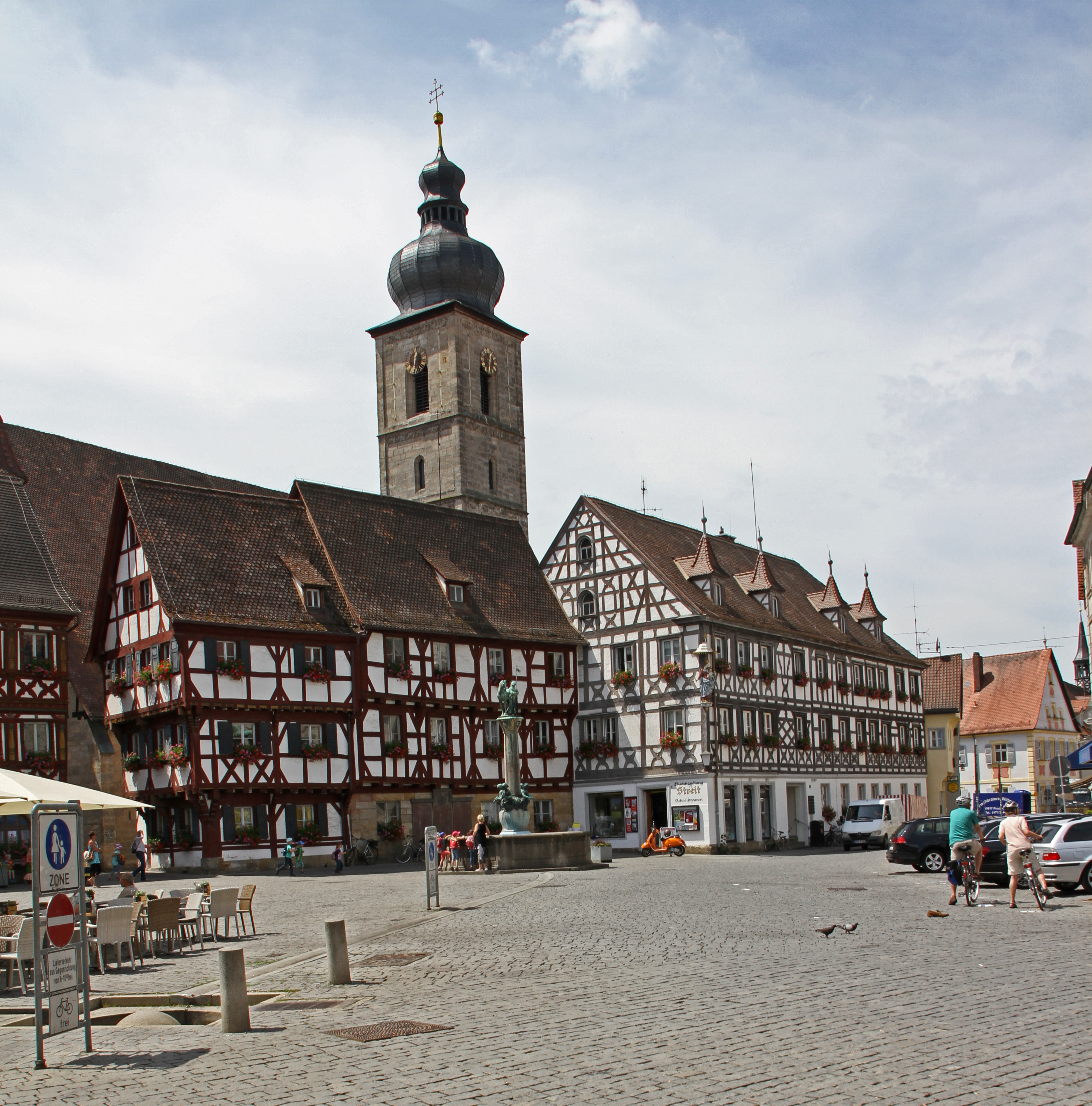
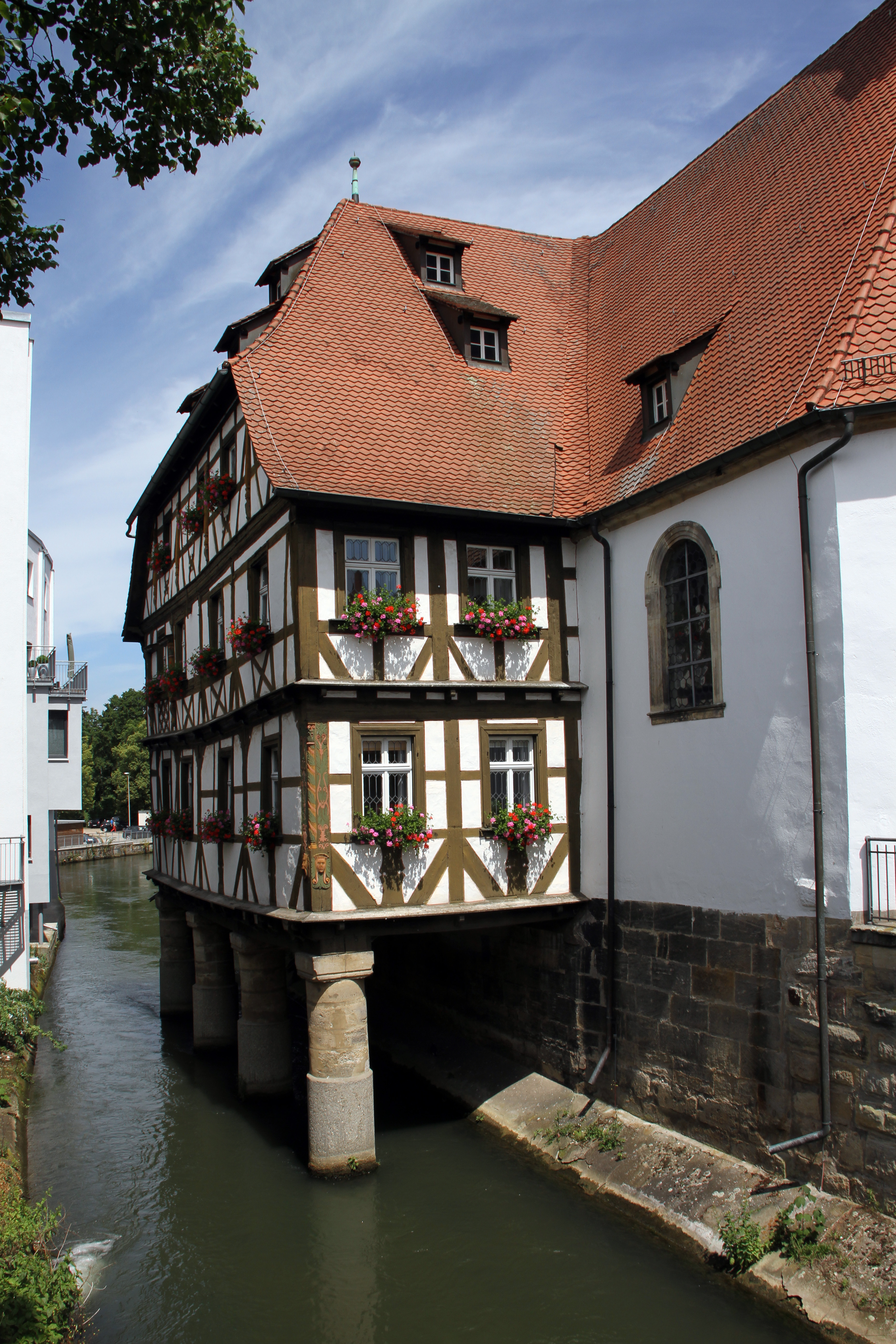
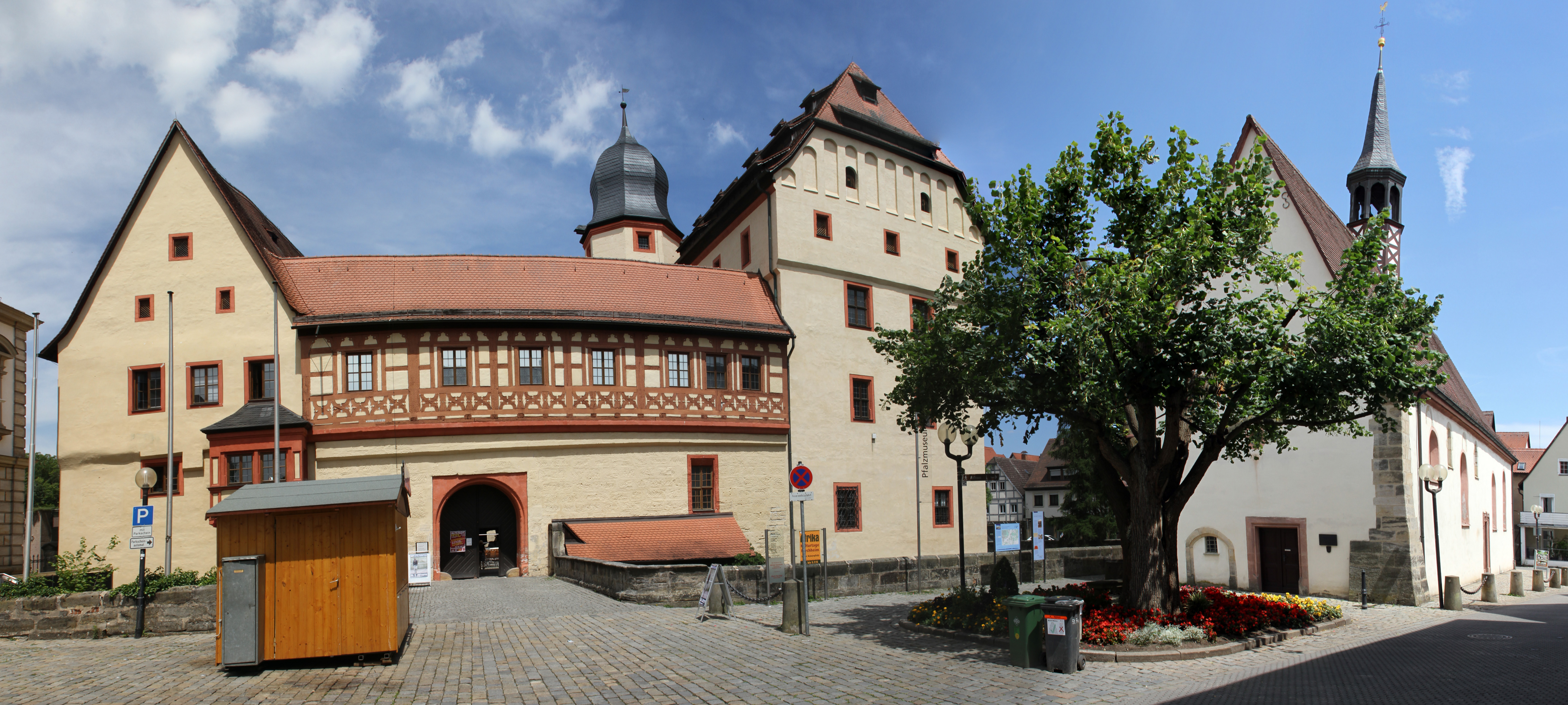
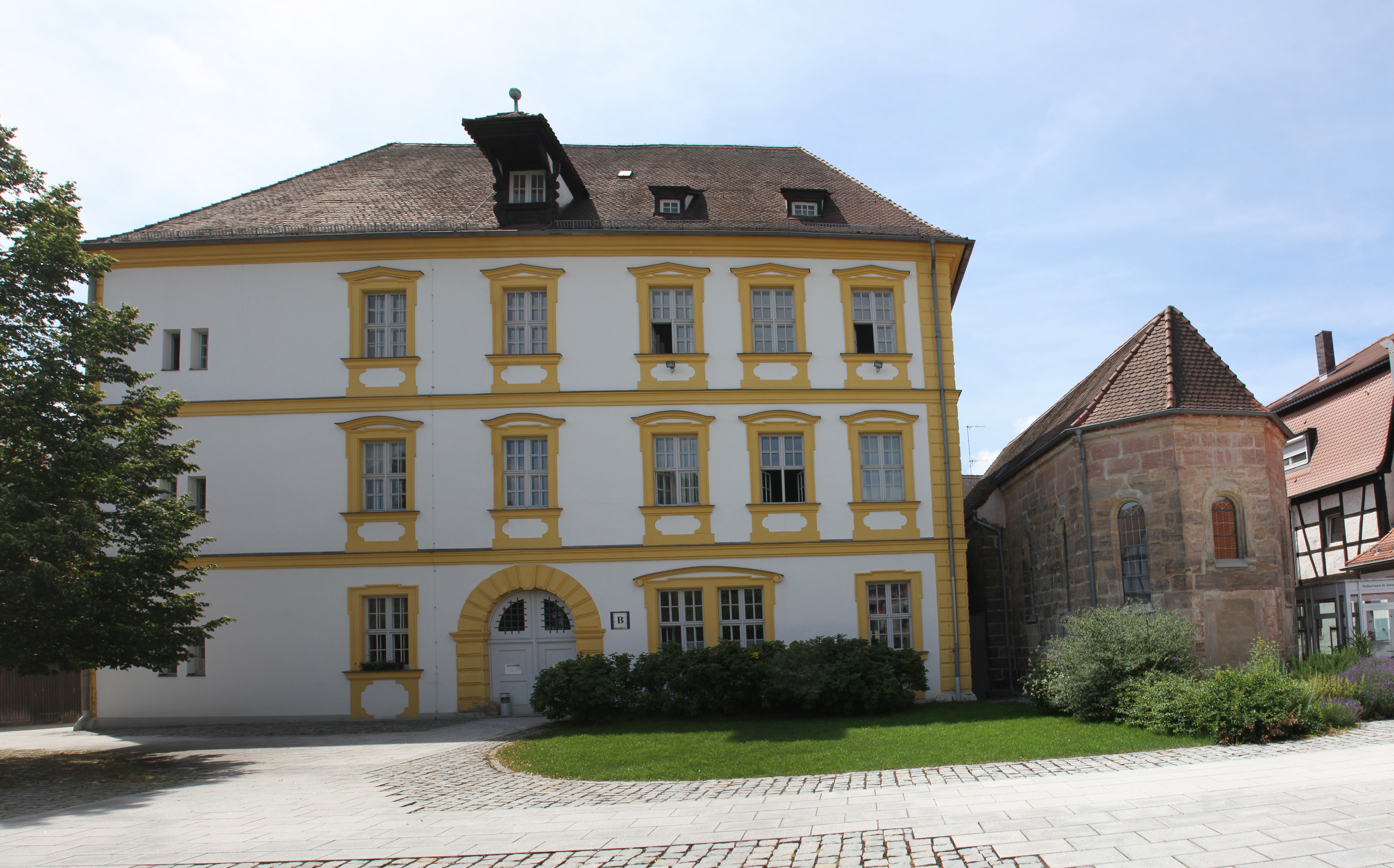
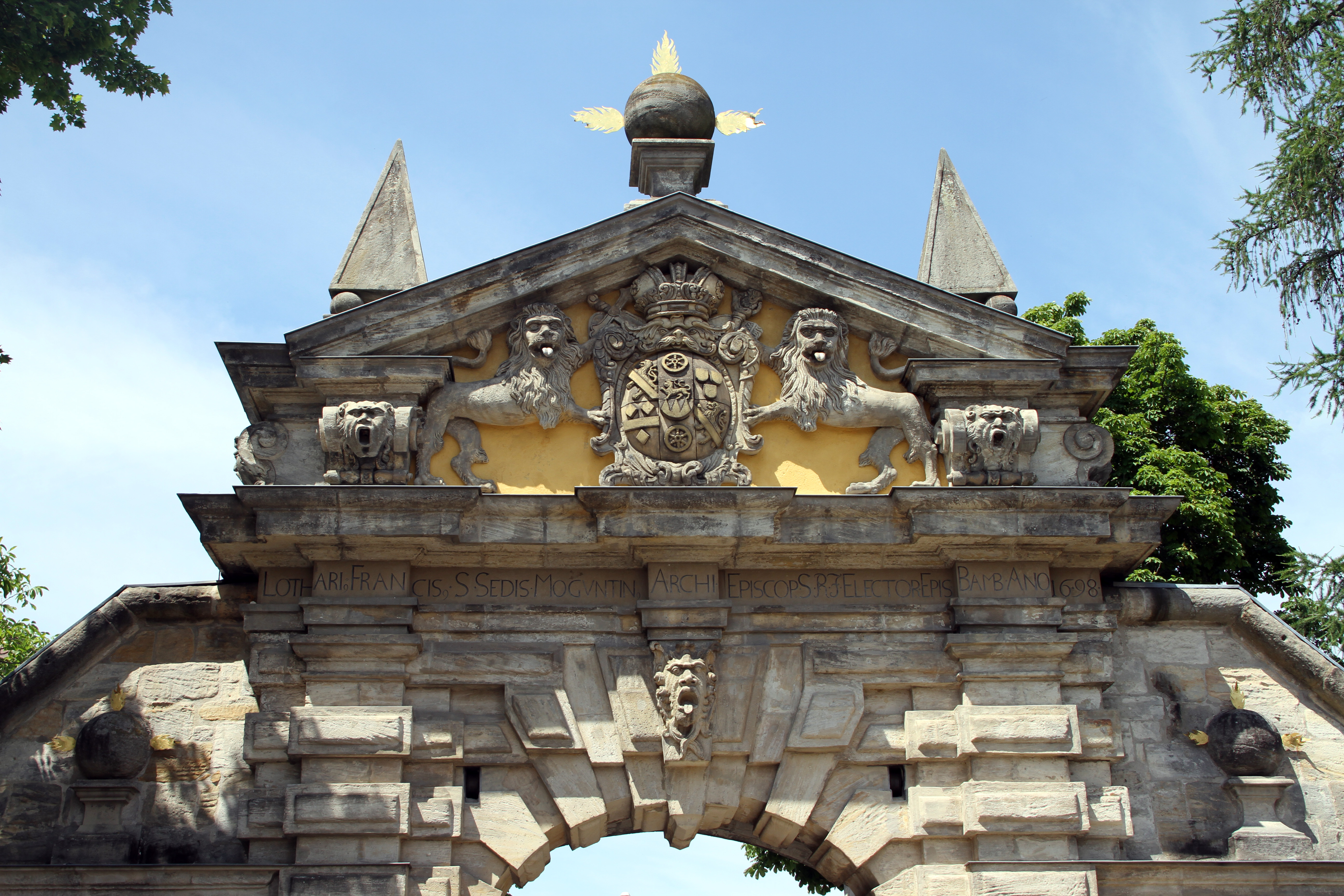
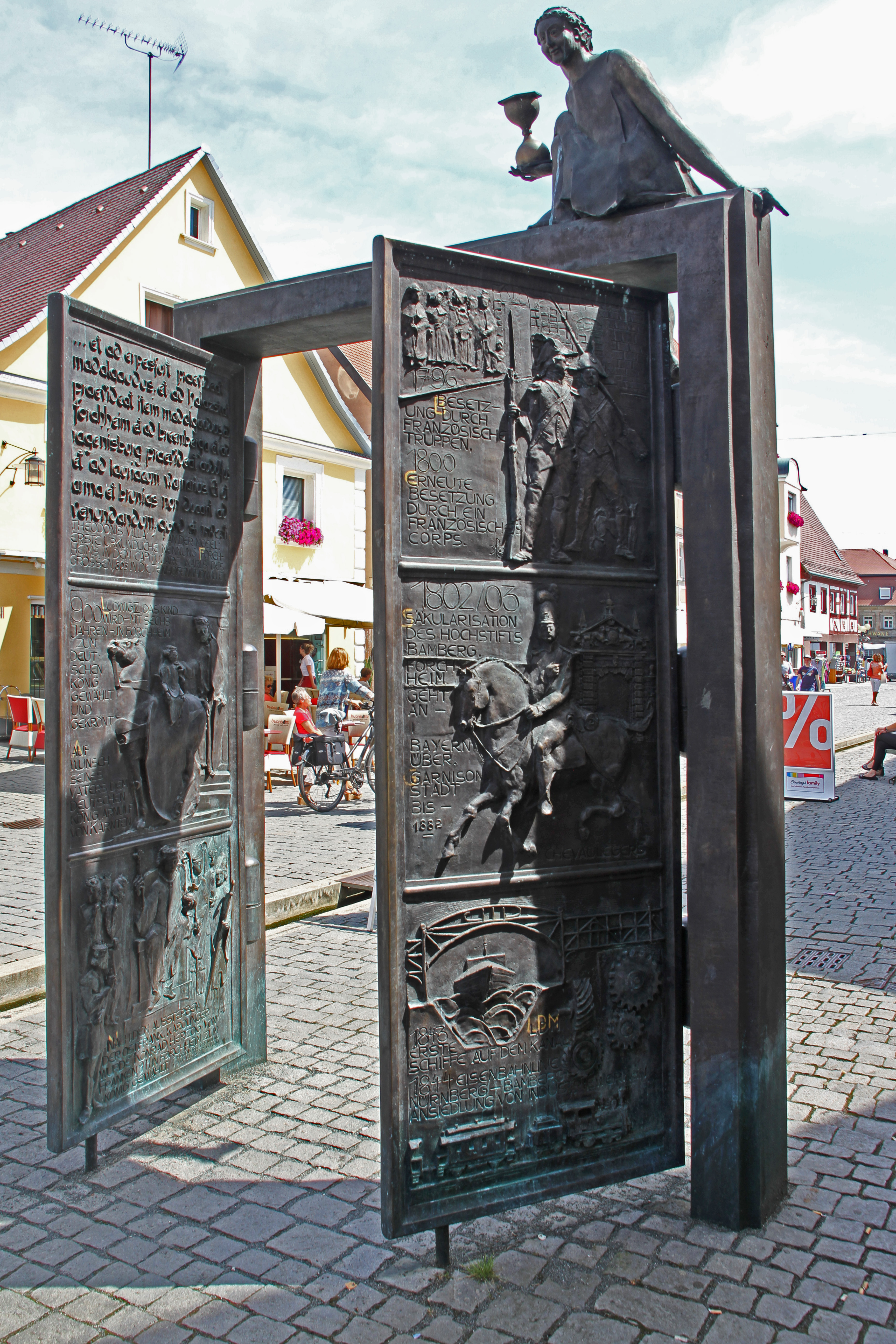
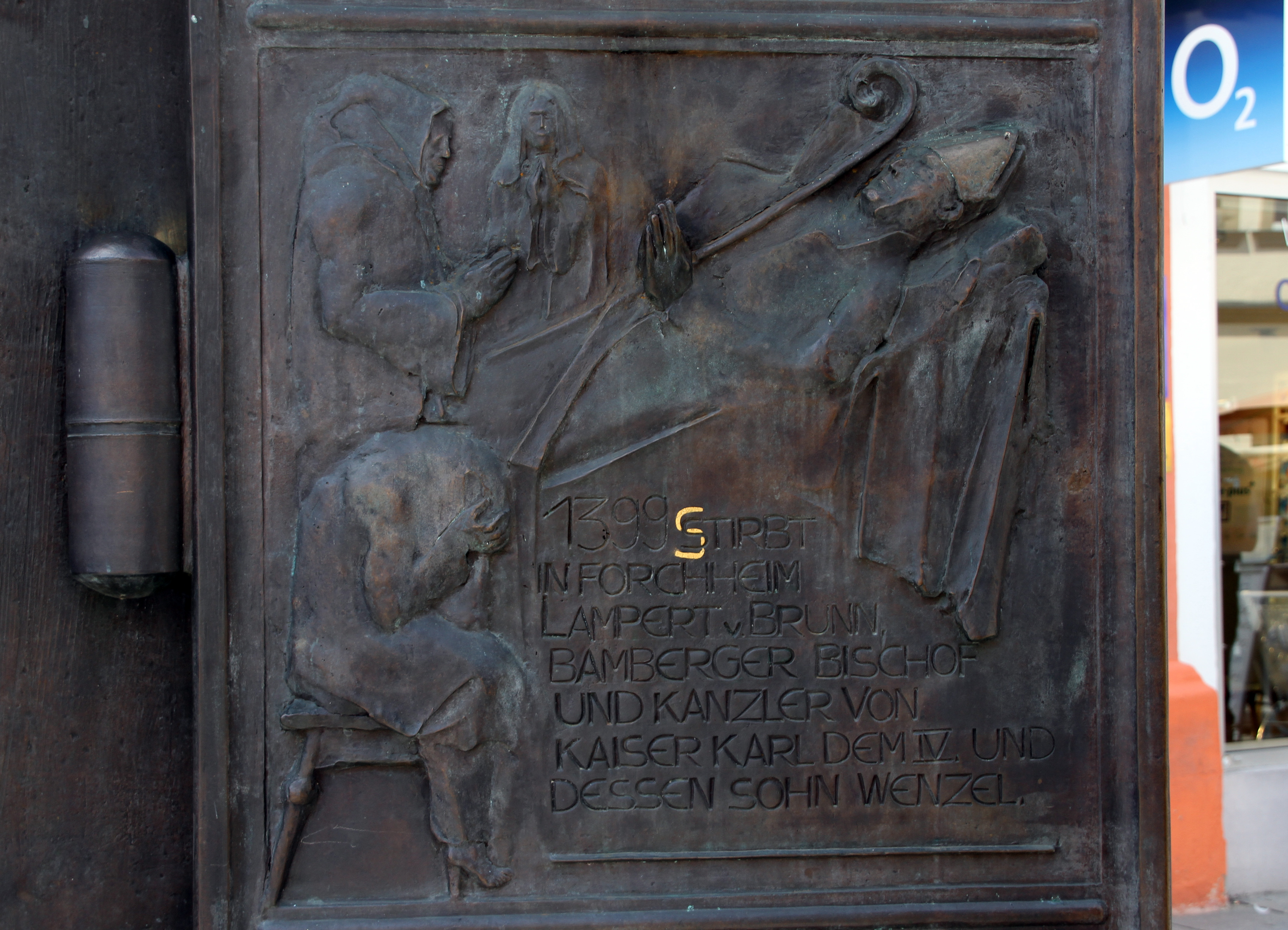
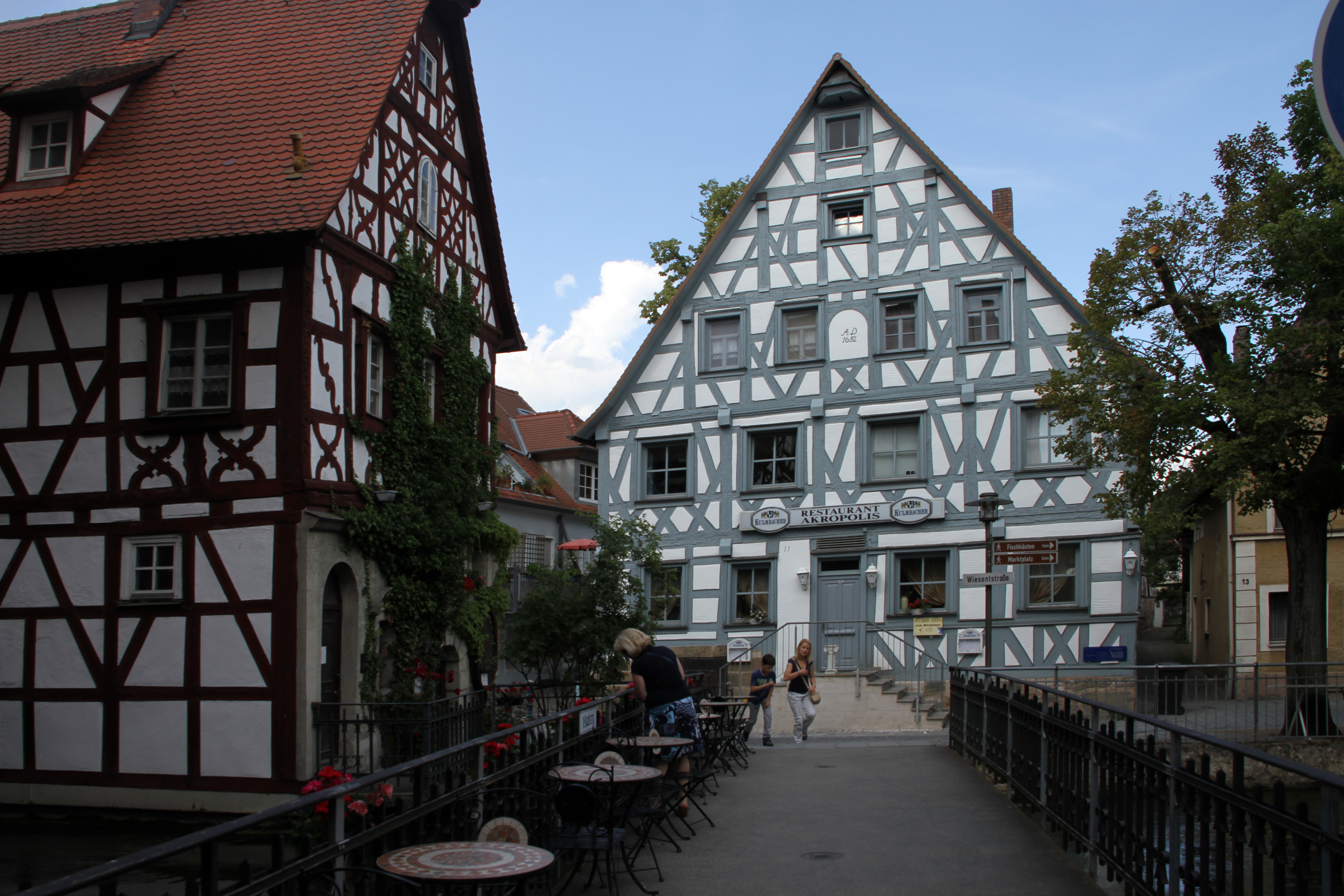